# Fennoskandischer Eisschild

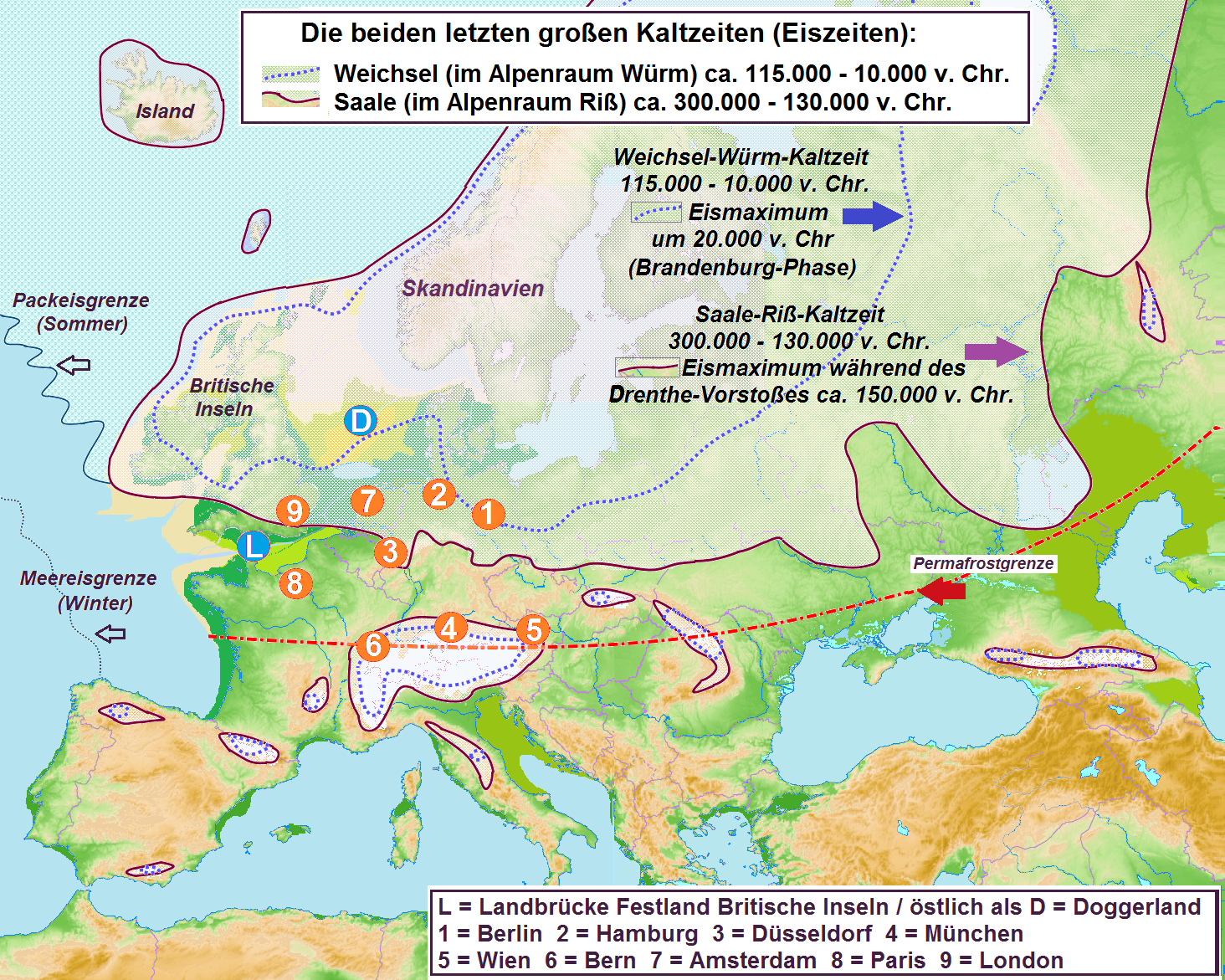
Karte der maximalen Eisschild-Ausdehnung in der vorletzten (Saale-Komplex, violett) und letzten (Weichsel-Kaltzeit, blau punktiert) Vorstoßphase

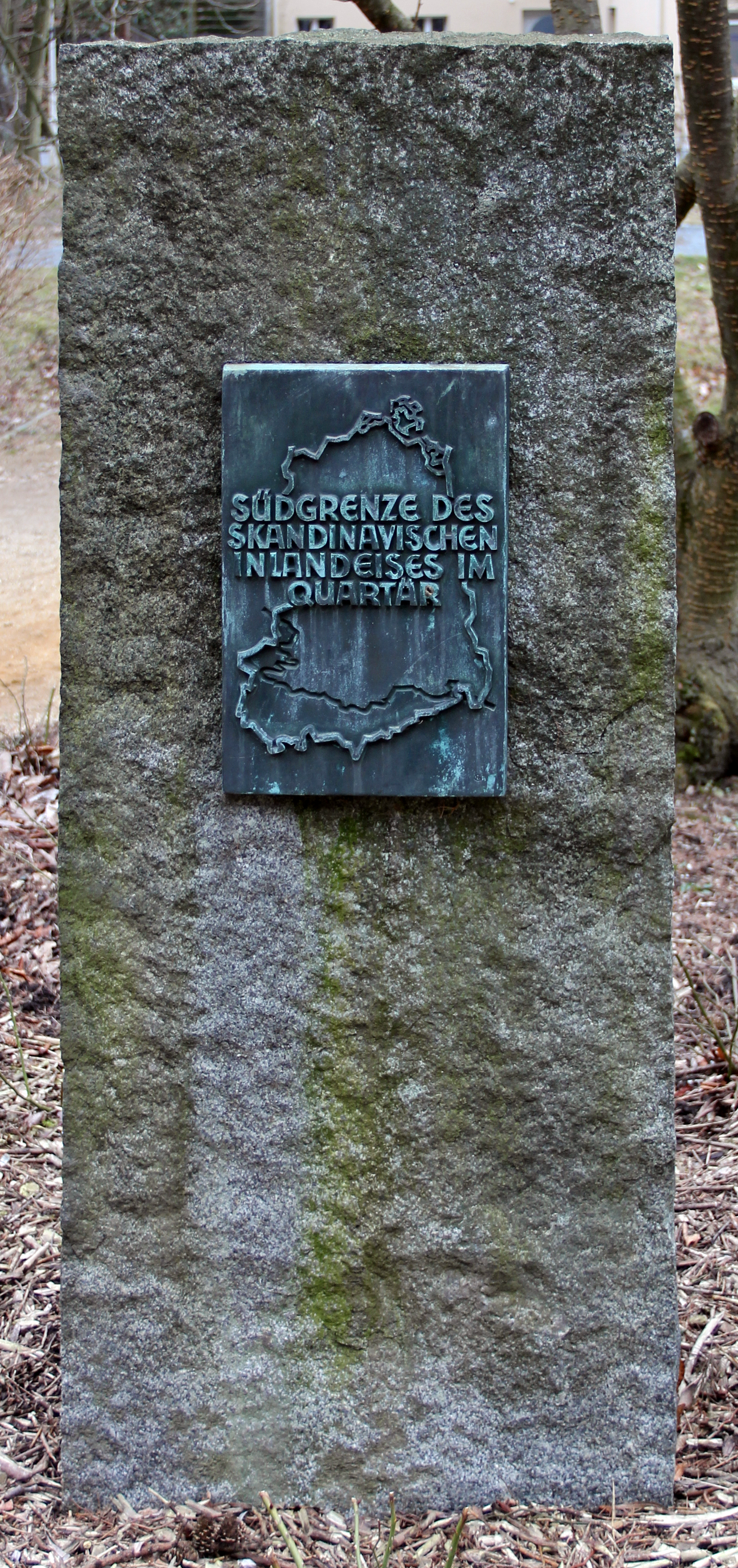
Gedenkstein in der Kirnitzschtalstraße in Bad Schandau

Der Fennoskandische Eisschild (auch als Skandinavisches Inlandeis bezeichnet) war ein massiver Eisschild in Fennoskandinavien.

## Entdeckung
Durch die Entdeckung der Gletscherschliffe auf den Porphyrkuppen der Hohburger Berge erbrachte Carl Friedrich Naumann 1847 den Beweis für die pleistozäne fennoskandische Inlandvereisung, den Fennoskandischen Eisschild.

## Ausdehnung
Das Gebiet umfasste die skandinavische Halbinsel, Finnland, Karelien und die Halbinsel Kola. Während der verschiedenen Kaltzeiten des Quartärs reichten Gletscher mehrmals für geologisch gesehen kurze Zeit vom Nordkap bis zu den Britischen Inseln und in die Gebiete der heutigen Niederlande, Norddeutschlands, Polens, Belarus’, des Baltikums und Nordrusslands und hinterließen Moränen wie den Baltischen Landrücken und den Belarussischen Höhenrücken. Auch in Fennoskandinavien selbst finden sich Landschaftsformen der glazialen Serie wie beispielsweise die Salpausselkä- und Suomenselkä-Endmoränen in Finnland und das Raet in Norwegen.
Der jüngste Eisvorstoß auf das europäische Festland erfolgte während der Weichsel-Kaltzeit, in einem Stadial vor etwa 22.000 Jahren bis 18.000 Jahren, als das Eis bis südlich des heutigen Berlin reichte.